# Frontiera între România și Serbia
Frontiera între România și Serbia este o frontieră internațională, lungă de 546,4 kilometri, care delimitează teritoriile României și Serbiei. Ea urmează o direcție sud-vest–nord-est, și urmează cursul Dunării în sus de la gurile Timokului la cele ale Nerei, după care traversează regiunea istorică Banat, împărțind-o între cele două țări.
În prezent, ea are o lungime de 546,4 km, dintre care 256,8 km este frontieră terestră și 289,6 km frontieră fluvială.
Frontiera este de asemenea o limită a NATO și UE, Serbia nefiind parte a acestor organizații.

## Istoric
Frontiera actuală a fost trasată pentru prima oară pe Dunăre în anul 1739, când Imperiul Habsburgic a trebui să retrocedeze Serbia către Imperiul Otoman și Oltenia către Țara Românească, iar fluviul Dunărea a redevenit frontieră (militarizată pe partea austriacă). În 1817, Principatul Serbia a ocupat partea de la est de Dunăre a Imperiului Otoman. În timpul Primului Război Mondial, Serbia și România (creată în 1859 prin unirea între Principatul Moldovei și Principatul Munteniei) au ajuns la un acord de împărțire a Banatului istoric, în caz de victorie asupra Germaniei și Austro-Ungariei, pe principiul de 1/3 pentru Serbia și 2/3 pentru România (cu schimbul de minorități între cele două state). Frontiera ce a tăiat Banatul în două părți a fost trasată la sfârșitul anului 1918 de o comisie internațională prezidată de geograful francez Emmanuel de Martonne și confirmată prin Tratatul de la Trianon din 1920, lăsând o mică parte din Banat Ungariei (în apropiere de orașul Szeged), 1/3 Regatului Iugoslaviei și 2/3 României.
La 24 noiembrie 1923 România și Regatul Sârb au încheiat la Belgrad un protocol pentru rectificare de frontieră. România a cedat Iugoslaviei satele Meda (Međa, Párdány), Modoș (Jaša Tomic), Șurian (Šurjan), Căptălan (Busenje), Crivobara (Markovićevo) și Gaiu Mare (Veliki Gaj, Nagy Gaj), în timp ce Regatul Iugoslaviei a cedat României satele Beba Veche (Stara Beba, Óbéba), Cherestur (Krstur, Pusztakeresztúr), Ciortea (Csorda) și Iam (Jám) și orașul Jimbolia (Žombolj, Zsombolya). Rectificarea efectivă a avut loc la 10 aprilie 1924.

## Caracteristici
În partea de nord, frontiera începe de la colțul frontierelor între România, Serbia și Ungaria (46°7′0″N 20°16′0″E / 46.11667°N 20.26667°E), între localitățile Beba Veche (România) și Rabe (Serbia), care nu sunt legate printr-o cale rutieră și separă Banatul sârbesc de Banatul românesc pe traseul de sud-est. După aproape jumătate din parcurs, se ajunge la Dunăre care servește ca frontieră naturală. Ea se termină într-un alt colț în care se intersectează trei frontiere între România, Serbia și Bulgaria (44°13′0″N 22°40′0″E / 44.21667°N 22.66667°E).
Această frontieră separă partea de nord a Voivodinei și districtele Serbiei Centrale de județele românești din Banat (Timiș, Caraș-Severin) și Mehedinți.
În regiunea Banatului, care este împărțită între Ungaria (o mică parte), România (aproximativ 2/3 din total) și Serbia, există următoarele treceri ale frontierei, de la nord la sud:
- Între Vălcani (România) și Vrbica (Serbia)
- Între Comloșu Mare (România) și Kikinda (Serbia) - mai exact între satele Lunga (România) și Nakovo (Serbia) - deși nu exista la acea vreme un post de frontieră, a fost permis un trafic transfrontalier, prin acordul bilateral din 13 ianuarie 1970 între R.S. România și R.S.F. Iugoslavia.[3] Punctul de trecere a frontierei a fost deschis în noiembrie 2014.
- Primul punct important de trecere a frontierei se află în dreptul orașului Jimbolia (România), pe unde trece drumul Timișoara - Zrenjanin (vama sârbească se află în localitatea Srpska Crnja) și calea ferată între Timișoara și Kikinda.
- La 30 km mai la sud, în apropiere de localitatea sârbă Modoș (Jaša Tomic) se află o altă trecere a frontierei rutieră.
- O altă trecere rutieră și feroviară importantă se află la Moravița. Pe cealaltă parte a graniței este orașul Vârșeț (Vršac). Aceasta este o trecere importantă a frontierei; ea face parte din drumul european E70 care travesează Europa de Sud de la vest la est și leagă orașele Belgrad și Timișoara.
- Înainte de Dunăre se află punctul de trecere a frontierei între Kaluđerovo (Kalugerovo) (Serbia) și Naidăș (România), aflat în Munții Locvei.
- Pe Clisura Dunării se află punctul de trecere a frontierei între Moldova Nouă (România) și Usije (Serbia), unde Dunărea poate fi traversată cu ajutorul unui feribot.

În rest, Dunărea mai poate fi traversată doar la Porțile de Fier I și II, unde leagă orașele Drobeta-Turnu Severin (România) și Kladovo (Serbia), respectiv satele Ostrovu Mare și Dušanovac. Este vorba de un complex de două baraje hidroelectrice care deservesc ambele țări, furnizându-le energie electrică.

## Puncte de trecere a frontierei
Frontiera româno-sârbă este cuprinsă între localitățile Pristol (județul Mehedinți) și Beba Veche (județul Timiș).
Pe acest sector se află 11 puncte pentru controlul trecerii frontierei, toate în regim de trafic internațional (8 rutiere, 2 feroviare și 1 portuar):
- Porțile de Fier II (MH) - Gerdap II (Đerdap II) (NG) - rutier
- Porțile de Fier I (MH) - Gerdap I (Đerdap I) (KL) - rutier
- Naidăș (CS) - Kalugerovo (Kaluđerovo) (KL) - rutier
- Stamora-Moravița (TM) - Vatin (Vârșeț Vatin) (VŠ) - rutier
- Foeni (TM) - Jasa Tomić (ZR) - rutier[4]
- Jimbolia (TM) - Srpska Crnja (Kikinda Crinja) (ZR) - rutier
- Lunga (TM) - Nakovo (KI) - rutier[4]
- Vălcani (TM) - Vrbica (KI) - rutier[4]
- Stamora-Moravița (TM) - Vatin (Vârșeț Vatin) (VŠ) - feroviar
- Jimbolia (TM) - Srpska Crnja (Kikinda Crinja) (ZR) - feroviar
- Moldova Veche (CS) - Gerdap (Đerdap) (PO) - portuar